# Mollner Hütte
Die Mollner Hütte ist ein Schutzhaus der Ortsgruppe Molln der Naturfreunde Österreich am Gaisberg in den Oberösterreichischen Voralpen. Die Hütte befindet sich auf 1005 m ü. A. in der Südflanke des Gaisbergs auf der Gaisbergweide. Die Selbstversorgerhütte ist von Mitte März bis Ende November am Wochenende und an Feiertagen geöffnet. Die Mollner Hütte wird über eine Materialseilbahn versorgt.

## Zugänge
- Von Molln Ort – ca. 2 Stunden
- Von Molln – Sonnseite – ca. 1½ Stunden

## Markierte Wege
- Über Mandelmais zum Schobersteinhaus – 2 Stunden
- Über den Gaisberg zur Grünburger Hütte – 2 Stunden